# Club Deportivo Barrio México
El Club Deportivo Barrio México és un club costa-riqueny de futbol de la ciutat de San José.
Va ser fundat el 9 de maig de 1948. Evolució del nom:
- 1948: Deportivo Nicolás Marín
- 1967: Barrio México
- 1969: Deportivo México
- 1979: Municipal San José
- 1986: Asociación Deportiva Barrio México

## Palmarès

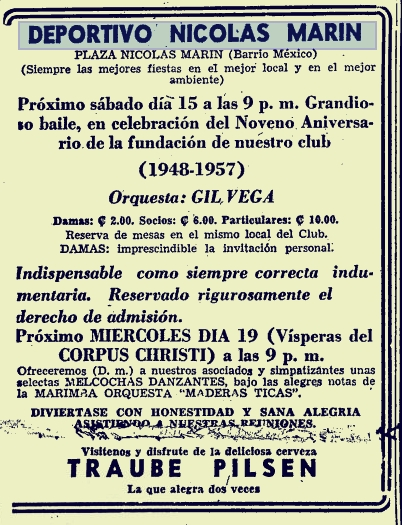
Novè aniversari del Deportivo Nicolás Marín publicat el 1957 al diari La Nación.

- Copa costa-riquenya de futbol:
  - 1967, 1972